# 石川サンケン
石川サンケン株式会社（いしかわサンケン）は、石川県羽咋郡志賀町に本社を置く電気機器メーカー。電子部品の製造販売メーカーであるサンケン電気のグループ会社である。

## 概要
事業としては、主にダイオードやトランジスタ、IC、CCFLといった半導体の生産をおこなっている。
本社に併設する堀松工場では白物家電向けのパワーモジュールを生産。2021年4月1日、同じ敷地内にあったグループ会社のサンケンオプトプロダクツ（SKO）を、石川サンケンを存続会社として合併。サンケンオプトプロダクツの携帯基地局向け電源装置の事業を売却し、堀松工場は日本国内有数のパワーモジュール工場となる計画である。

## 歴史
- 1978年7月1日 - 設立
- 2021年4月1日 - 石川サンケンを存続会社としサンケンオプトプロダクツと合併[2]。